# Ostatni Mohikanin (film 1965)
Ostatni Mohikanin (hiszp. Uncas, el fin de una raza, wł. L'ultimo dei Mohicani) – hiszpańsko-włoski historyczny western przygodowy z 1965 roku w reżyserii Mateo Cano. Adaptacja powieści Jamesa Fenimore'a Coopera pod tym samym tytułem, zrealizowana w stylistyce spaghetti westernu. Zdjęcia plenerowe do filmu powstały na pustyni Tabernas w hiszpańskiej prowincji Almería oraz w katalońskim parku Serra de Collserola (prowincja Barcelona).

## Obsada
| Rola                     | Aktor                      | Głos                 |
| ------------------------ | -------------------------- | -------------------- |
| Duncan Edward            | Jack Taylor                | Simón Ramiréz        |
| płk. Munro               | Paul Muller                | José Guardiola       |
| Cora Munro               | Sara Lezana                | Mari Ángeles Herranz |
| Uncas                    | Daniel Martín              | Jesús Nieto          |
| Chytry Lis               | José Manuel Martín         | Joaquín Vidriales    |
| Alice Munro              | Barbara Loy                | Ana María Saizar     |
| Natty „Sokole Oko” Bumpo | Luis Induni                | Vicente Bañó         |
| Chingachgook             | José Marco                 | Domingo Benjamín     |
| Tamerind                 | Carlos Casaravilla         | Pedro Sempson        |
| lekarz                   | Rufino Inglés              | Rafael Calvo Revilla |
| Brancourt                | Modesto Blanch             | Modesto Blanch       |
| generał Webb             | Pedro Rodríguez de Quevedo | Joaquín Escola       |
| Higgins                  | Alfonso del Real           | José Casín           |
| żołnierz                 | José Riesgo                | Fernando Mateo       |
| dowódca                  | Lorenzo Robledo            | Lorenzo Robledo      |
| francuski oficer         | Pedro Fenollar             | Pedro Fenollar       |
| markiz de Montcalm       | Pastor Serrador            | Pastor Serrador      |

Źródło: 